# Пшеничнов, Алексей Васильевич
Алексе́й Васи́льевич Пшени́чнов (10 [23] марта 1900, Златоуст, Уфимская губерния, Российская Империя — 12 марта 1975, Пермь, РСФСР, СССР) — советский учёный в области микробиологии и эпидемиологии. Один из основателей Пермской школы микробиологии. Достижения мирового уровня: разработка вакцины против сыпного тифа, лечение клещевого энцефалита.

## Биография
Родился 10 (23 марта) 1900 года в Златоусте (ныне Челябинская область) в семье инженера.
Получил прекрасное образование и воспитание. В годы гражданской войны в стране бушевал сыпной тиф, и Алексей Пшеничнов решил посвятить свою жизнь борьбе с этой смертельно опасной болезнью. В 1925 году с отличием окончил медицинский факультет Пермского университета. В течение тринадцати лет работал врачом-бактериологом в Нижнем Тагиле.
Вернувшись в Пермь, преподавал на кафедре микробиологии ПГМИ.
В 1937 году защитил докторскую диссертацию, получил звание профессора.
В 1938—1975 годах — заведующий кафедрой микробиологии Пермского мединститута. Одновременно руководил вирусно-риккетсиозным отделом в Научно-исследовательском институте вакцин и сывороток (в настоящее время — НПО «Биомед», Пермь, филиал концерна «Микроген»).
Инициировал открытие в Перми лаборатории генетики и селекции микробов АН СССР, позднее Отдела экологии и генетики микроорганизмов ИЭРЖ УрО РАН (ныне Институт экологии и генетики микроорганизмов УрО РАН).
Возглавлял Пермский филиал Всесоюзного научного общества микробиологов и эпидемиологов.
Скончался 12 марта 1975 года. Похоронен в Перми на Южном кладбище.

## Семья
- Старший сын — Вадим, военный врач, генерал, длительное время — заместитель директора по науке НИИ микробиологии в Загорске. Его работы в области вирусологии, риккетсиологии широко известны.
- Младший сын — Роберт, получивший имя в честь выдающегося немецкого ученого-микробиолога Р. Коха, возглавлял риккетсиозную лабораторию, а затем вместе с отцом создал и возглавил Отдел экологии и генетики микроорганизмов (сегодня Институт экологии и генетики микроорганизмов УрО РАН).

## Научная и педагогическая деятельность
А. В. Пшеничнов — один из главных создателей Пермской школы микробиологии. Научные труды в области микробиологии и эпидемиологии. Разрабатывал методы борьбы с опасными инфекциями — риккетсиозами, в частности, сыпным тифом; клещевым энцефалитом.
Создал среду для культивирования риккетсий в лабораторных условиях вне организма-«хозяина». Разработал оригинальный метод заражения кровососущих насекомых на эпидермомембранах для культивирования риккетсий, метод питания кровососущих насекомых дефибринированной кровью через плёнку эпидермиса с целью поддержания их жизнедеятельности или заражения риккетсиями в лабораторных условиях. В 1942 году создал эффективную вакцину для профилактики сыпного тифа. НКЗ РСФСР приказал директорам Молотовского, Иркутского, Московского институтов создать отделы по выпуску вакцины. Широкое применение вакцины позволило предотвратить эпидемию тифа в действующей армии и в тылу. Первым на Урале обнаружил волынскую лихорадку, изучил особенности эпидемиологии весенне-летнего клещевого энцефалита в Прикамье. Одна из его известнейших работ — «Клещевой энцефалит и методы борьбы с ним» (Молотов, 1953).
Автор более 200 научных работ. Подготовил 6 докторов и более 46 кандидатов наук.

## Награды и премии
- орден Ленина,
- два ордена Трудового Красного Знамени,
- орден «Знак Почёта»,
- Сталинская премия третьей степени (1946) — за разработку нового метода изготовления вакцины против сыпного тифа.